# Sienice
Sienice (alemán: Senitz) es una localidad del distrito de Dzierżoniów, en el voivodato de Baja Silesia (Polonia). Se encuentra en el suroeste del país, dentro del término municipal de Łagiewniki, a unos 3 km al sudeste de la localidad homónima y sede del gobierno municipal, a unos 24 al este de Dzierżoniów, la capital del distrito, y a unos 41 al sur de Breslavia, la capital del voivodato. Sienice perteneció a Alemania hasta 1945, año en el que pasó a formar parte del voivodato polaco de Breslavia hasta 1998.
- Datos: Q750959
- Multimedia: Sienice / Q750959